# Abbaye de Loc-Dieu
L'abbaye de Loc-Dieu est une abbaye cistercienne française située à Martiel, à 9 km à l'ouest de Villefranche-de-Rouergue, dans le département de l'Aveyron. Elle a la particularité d'être une abbaye fortifiée. C'est aujourd'hui une propriété privée.

## Historique

### Fondation
Dans une région de dolmens et de brigands, Roger, deuxième abbé de Dalon en Limousin, envoya treize moines en Rouergue pour fonder en 1123 la première abbaye dans l’esprit de l'abbaye de Cîteaux. La date de fondation est sujet à discussion : le 21 mars 1123 ou 1124. On sait que le 25 mai 1124, Ardouin de Parisot fit aux frères de Loc-Dieu un don important qui l’a fait considérer par certains comme le fondateur. L’évêque de Rodez, Adhémar III, leur donna l’église et les dîmes de Colombiers. Ce furent ensuite des seigneurs des environs qui concédèrent à l’abbaye des rentes et des terres.
Le lieu choisi est géologiquement remarquable. Une poche d’argile lui vaut de l’eau et des grands bois, refuge idéal des détrousseurs de la voie toute proche reliant Rodez à Cahors. Lieu donc bien mal famé qui méritait le surnom de locus diaboli, le lieu du diable. Les démêlés des moines et des brigands sont devenus légendaires. Avec la bénédiction de l’évêque de Rodez, l’endroit devient quelques années après locus Dei, le lieu de Dieu, "Loc-Dieu", ce qui explique cette inscription placée au XVIIe siècle au-dessus de la porte d'entrée :

« Quod olim fuerat locus diaboli
Nunc est locus Dei »

L’abbaye, avec sa mère, ne se rattache officiellement à l’ordre cistercien qu’en 1162. Entre 1134 et 1144, on voit, cités dans les actes de donation, Étienne de Podiolongo, Raymond de Sévérac, Flotard de Belcastel, Robert de Castelmari et Guillaume de Bonnefous. Puis, Raymond de Saint-Grat, Reine, et Odolric de Maleville, Adhémar de Balzac, Pierre de Castelnau, Bégon de Saunhac…
Ce n’est qu’en 1134 que le monastère de Loc-Dieu fut érigé en abbaye. En novembre 1134, les moines réunis en assemblée capitulaire élurent à l’unanimité dom Willemus (Guillaume).
Dom Amelius, élu le 11 juillet 1144, commença la construction de l’église en 1159.

### Développement
L’abbaye de Loc-Dieu envoya des moines pour fonder l’abbaye des Chambons en 1152.
En 1162, toutes les abbayes fondées par Géraud de Salles et leurs abbayes filles sont rattachées à l’ordre cistercien dans la filiation de l'abbaye de Pontigny.
Quand en décembre 1177, Arbert est élu abbé de Loc-Dieu, l’abbaye est couverte de dettes. Elles ont été contractées pour la construction de l’église, du monastère et peut-être pour l'abbaye des Chambons, fille de Loc-Dieu. L’abbaye de Dalon ne pouvant venir à son secours, il va d’abord chercher à affilier l’abbaye de Loc-Dieu à celle de Pontigny. Les moines de Pontigny ne pouvant subvenir aux frais, abandonnent. L’abbé décide de soumettre en 1178 l’abbaye à celle de Bonneval en échange de 20 000 sous. L’abbé de Bonneval envoya cette forte somme qui combla le déficit. L’abbé de Bonneval a alors mis en commun les biens des deux monastères.
En 1212, l’abbaye de Dalon s’étant inquiétée de l’annexion de fait de l’abbaye de Loc-Dieu par celle de Bonneval, l’abbé de Dalon obtient du Chapitre général de l'abbaye de Cîteaux de rendre l’indépendance à l’abbaye de Loc-Dieu, mais l’abbaye de Chambons devient la « fille » de Bonneval.
En 1259, l’abbé Jean II est soupçonné d’hérésie cathare. Il est obligé de se démettre.
Après les vicissitudes de la guerre des Albigeois suivent celles de la guerre de Cent Ans. En 1411, le Rouergue est dévasté, le monastère est incendié. Heureusement l’immense abbatiale et la salle capitulaire sont intacts. Avec difficultés et grâce à deux familles, les Volonzac et les Firminhac qui lui donnèrent des abbés, le monastère reconstruit les bâtiments monastiques en les fortifiant massivement.
Jean V de Lettes est le premier abbé commendataire. Il était déjà évêque de Montauban et évêque de Béziers. Il fait gouverner le diocèse de Montauban par Pierre de Bisquère, évêque de Nicopolis (de) in partibus, son grand vicaire. Il échange, en 1543, l’évêché de Béziers contre l’abbaye de Moissac. Il se convertit au protestantisme, se marie et se réfugie à Genève.

### Après la Révolution
1793 est la dernière étape monastique de Loc-Dieu par sa vente aux enchères comme tous les biens d’Église mais avec l’intégralité de son domaine. Le piètre état des bâtiments est la cause de ce traitement exceptionnel. Maltraitée par l’utilisation agricole qui en est faite, elle est rachetée en 1812 par la famille Cibiel de Villefranche-de-Rouergue dont les descendants l’occupent encore (famille Masson-Bachasson de Montalivet). Sauvée de la ruine, consolidée, elle offre encore aujourd’hui l’étonnant spectacle d’une forteresse, fermée d’un côté par l’église et abritant en son cœur une salle de chapitre et un cloître entourant une profusion de fleurs.
L'édifice a été restauré à la fin du XIXe siècle par l'architecte Paul Gout.
En 1940, dans la débâcle, les plus belles peintures du Louvre, dont la Joconde, s’arrêtèrent à Loc-Dieu le temps d’un été. Mais avec l’arrivée de l’hiver et de l’humidité, les conditions de bonne conservation n’étaient plus réunies et les œuvres durent être déplacées vers Montauban, puis vers le Lot.
Le parc, qui entoure l’abbaye, mélange, comme au temps des moines, agriculture, sylviculture et pisciculture. Sa particularité géologique et un microclimat favorable le rendent insolite, par sa luxuriance et ses grands arbres, dans un environnement de causse sec. L’étang est animé par des espèces variées de canards, oies, cygnes ou hérons. Des allées offrent aux marcheurs différents types de forêts, depuis la futaie de vieux chênes jusqu’aux bois de sapins inhabituels dans cette région. Une tour de guet de 87 marches (100 en comptant le perron, soit environ 25 mètres de hauteur en comptant le toit), construite sur le point culminant du parc, complète la promenade. Il doit beaucoup à Jean Darcel, proche parent des Cibiel, qui s’illustra dans la création du parc des Buttes-Chaumont, du parc Monsouris et de la Grande Cascade du Bois de Boulogne.
L’abbaye et son parc de 40 hectares, propriétés de la famille Masson-Bachasson de Montalivet , descendants des Cibiel, sont aujourd’hui ouverts à la visite.

## Filiation et dépendances
Le Loc-Dieu est fille de l'abbaye de Dalon

## Architecture

### Église abbatiale
Commencée en 1159 en style roman, elle fut achevée en 1189 par les architectes bourguignons de son abbaye-mère Pontigny, déjà familiers avec le gothique. Alors que les bas-côtés, voûtés de plein cintre, sont encore purement romans, le chœur au chevet à pans coupés est lui nettement gothique. L’attention portée à l’acoustique par les moines est révélée par l’implantation de nombreux trous de résonance dans les voûtes. L’église a traversé sans dommage les siècles, et se présente aujourd’hui dans son état originel, fidèle à la tradition cistercienne, où simplicité et dépouillement n’excluent pas la beauté. Ici pas de sculptures, de vitraux colorés, de peintures susceptibles de détourner l’attention due à la prière. La pierre ocre apparaît dans toute sa splendeur, rehaussée par la lumière du soleil, car l’église est à toute heure baignée par ses rayons qui explosent sur la couleur de la pierre. Pureté des formes, austérité du décor pour la méditation.

### Le cloître gothique
Reconstruit au XVe siècle, il remplace le premier cloître brûlé par les troupes anglaises. Le style y est dépouillé et massif, conformément à l’esprit cistercien. Il ne reste plus que trois ailes (est, sud et ouest). Au niveau du jardin central se trouve le puits, tandis que sur le côté est s’ouvre la salle capitulaire du XIIIe siècle. Elle présente trois travées largement ouvertes sur le cloître. Les ailes sud et ouest du cloître ont été surmontées d’une galerie couverte dont les ouvertures en arcs surbaissés annoncent déjà la Renaissance.
Les bâtiments monastiques
Ils furent fortifiés au XVe siècle, ce qui donne à l’abbaye l’apparence d’un château fort. Le bâtiment des moines (aile est), au-dessus de la salle capitulaire, fut transformé vers 1840, tandis que l’aile des convers (aile ouest) et l’aile sud furent restaurés vers 1880.

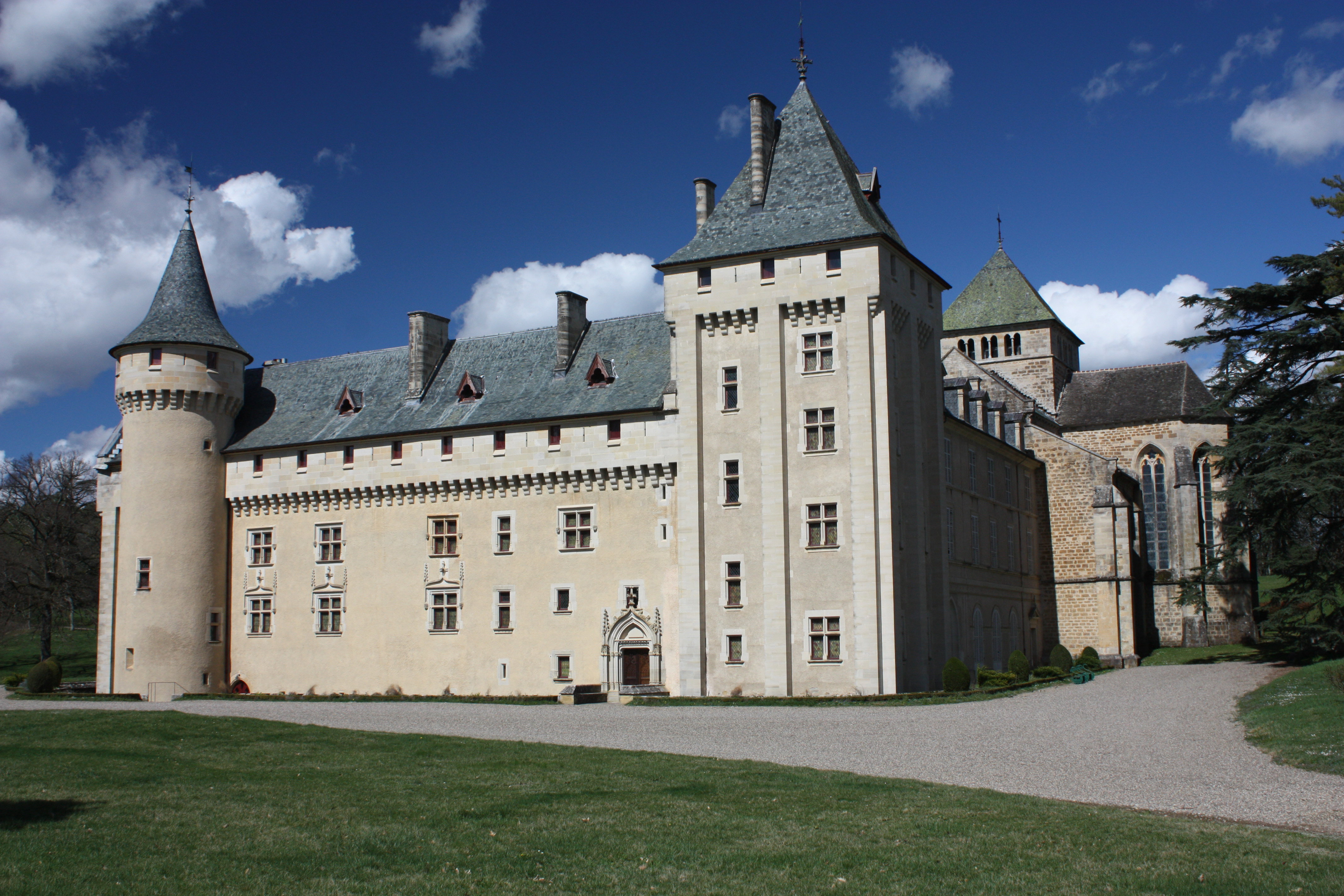
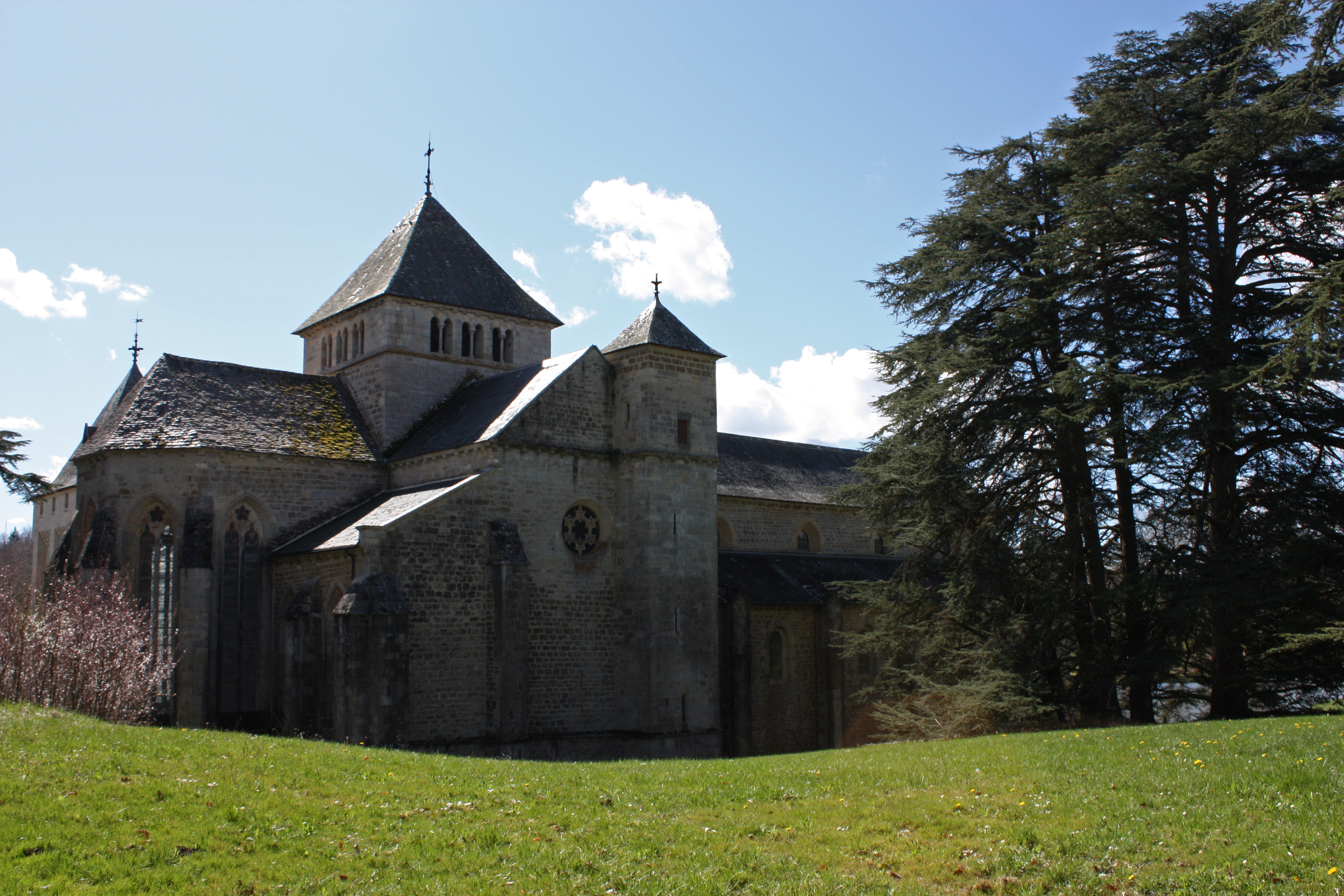
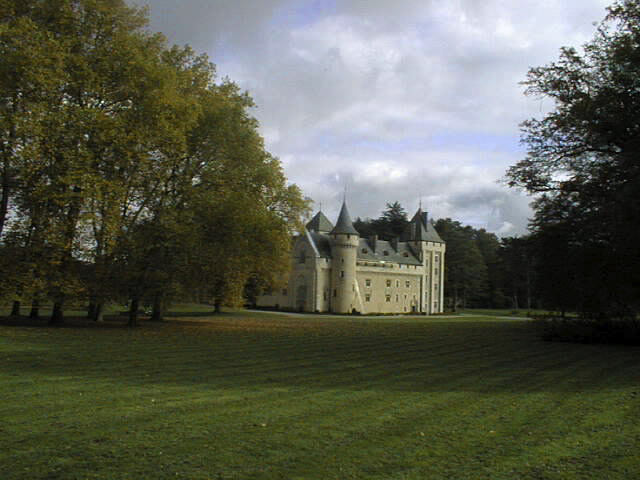
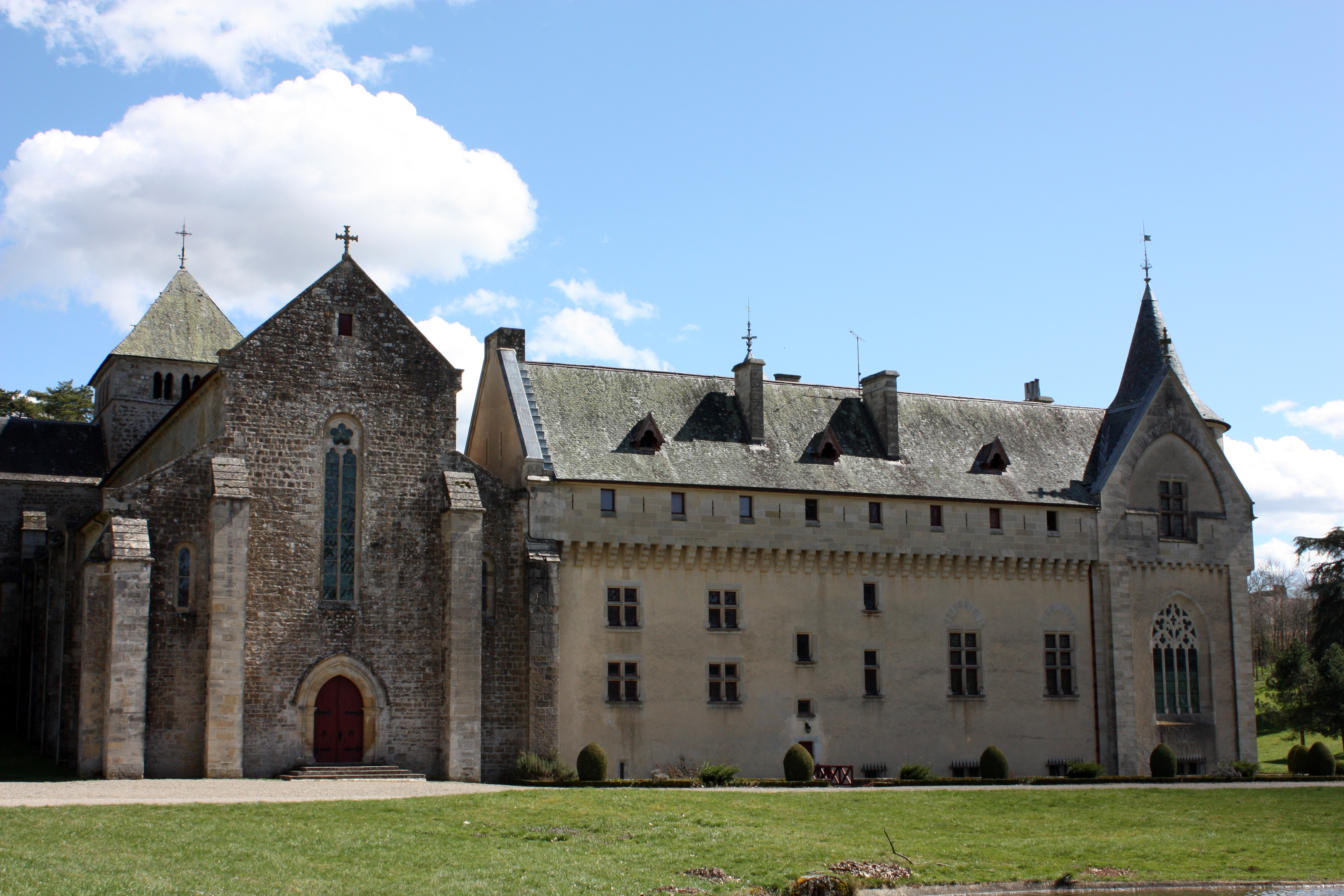
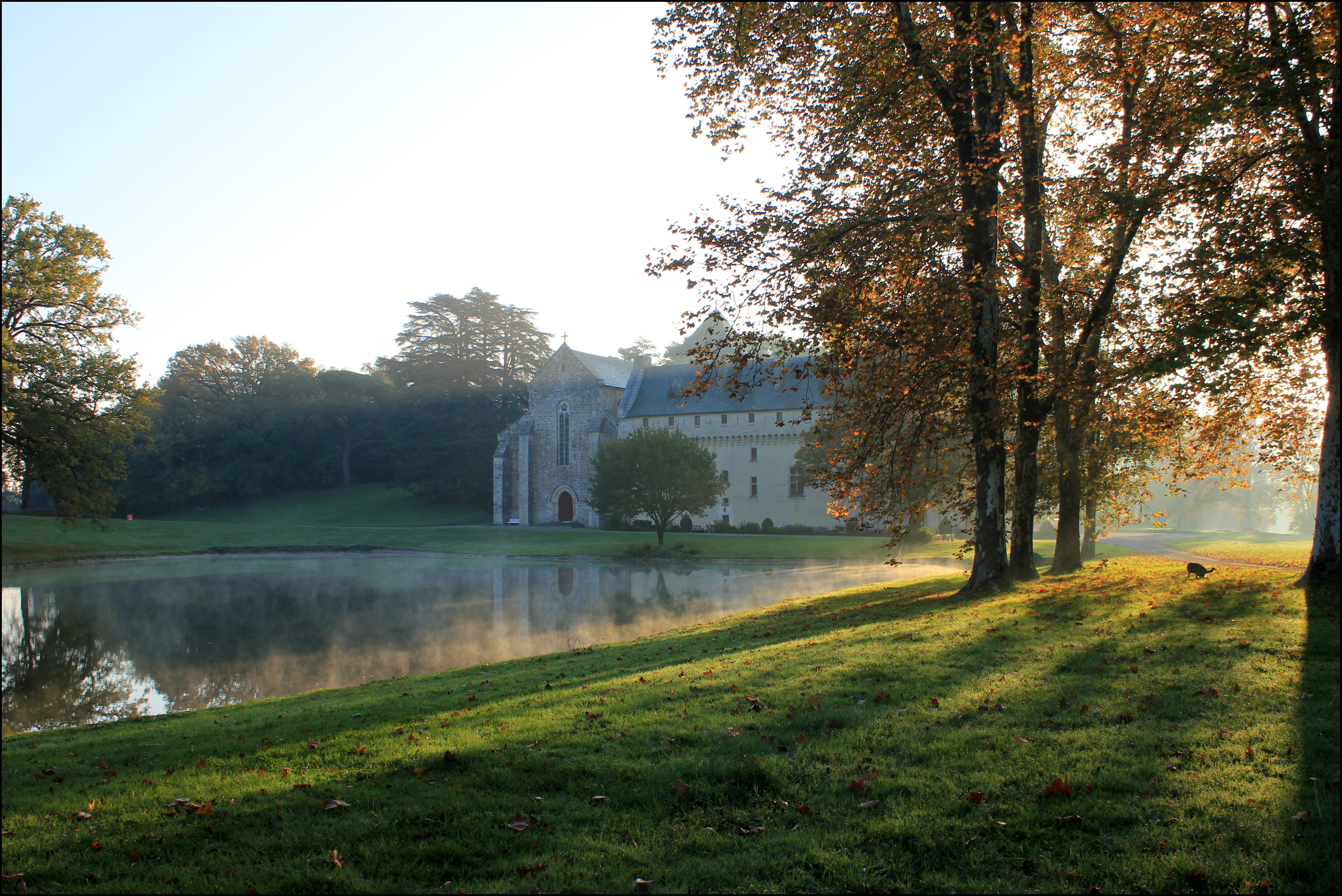
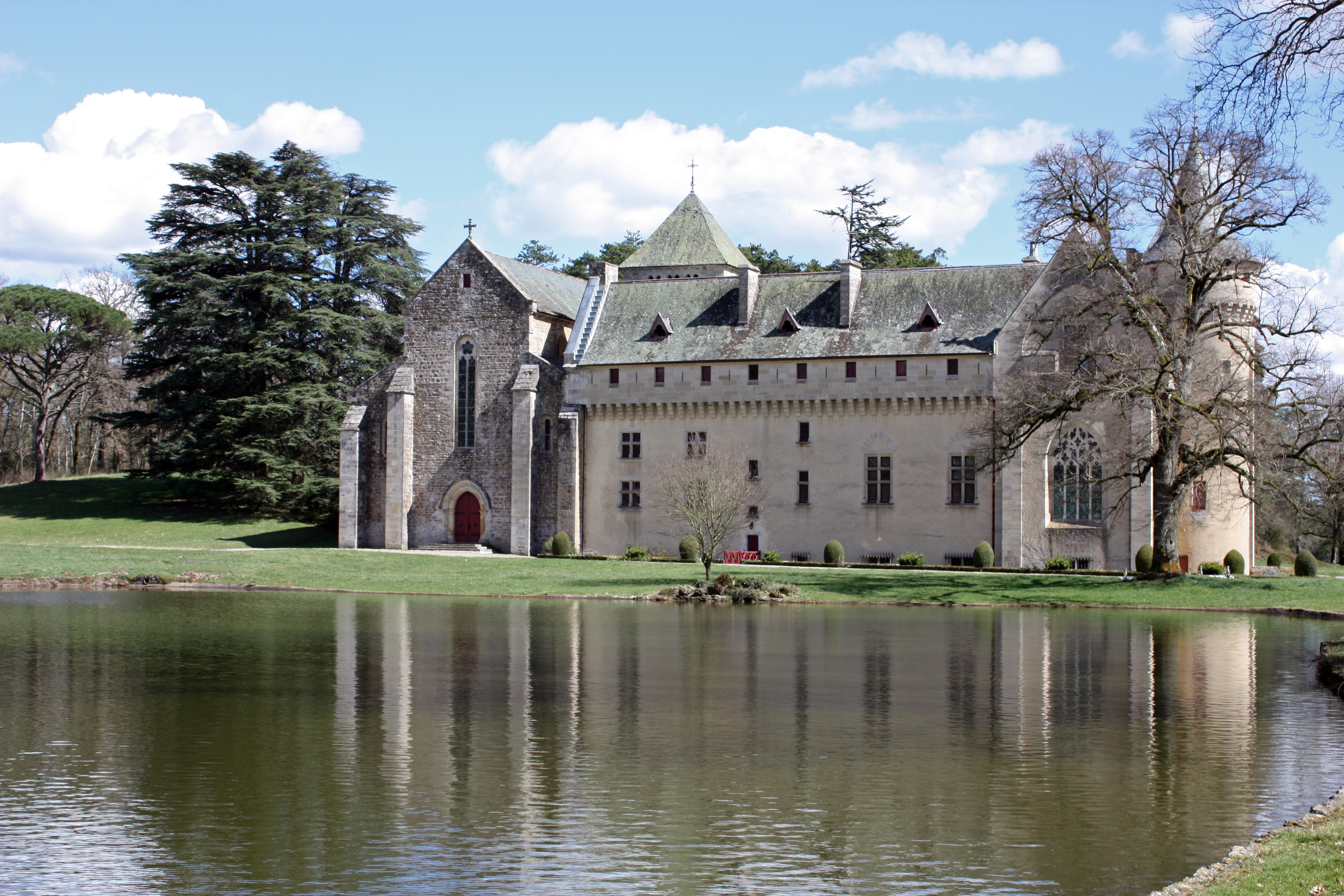
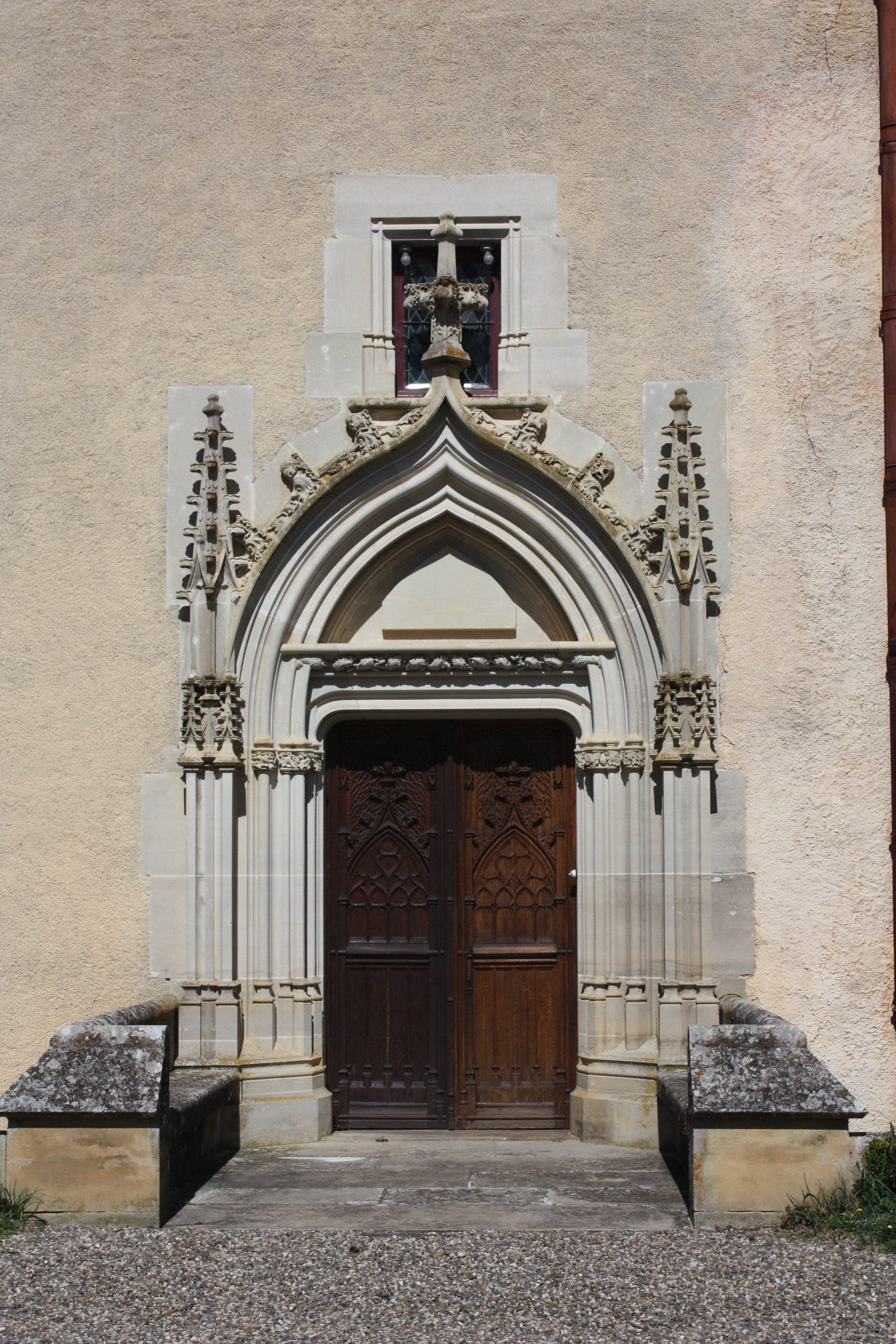
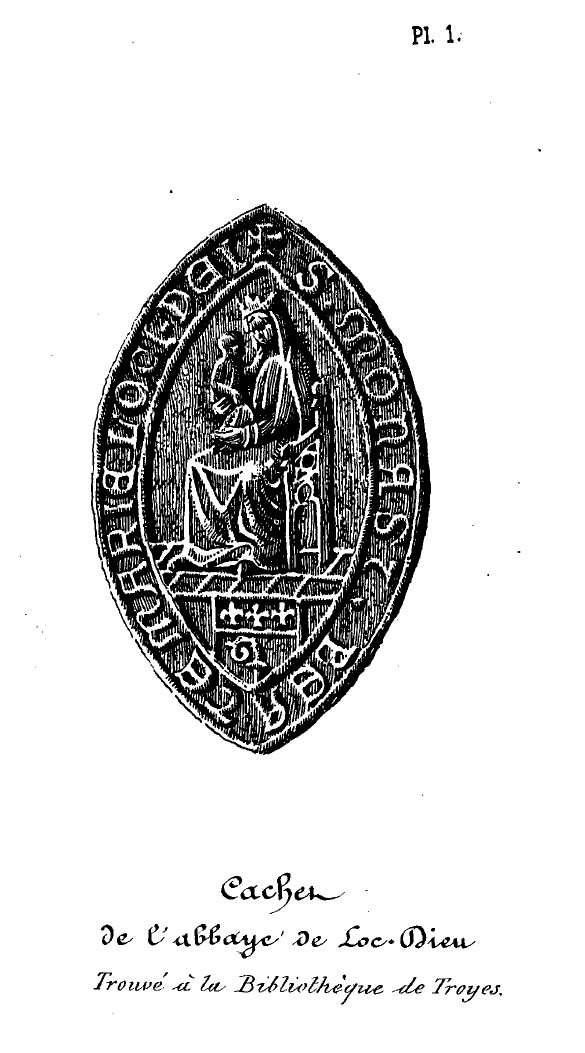
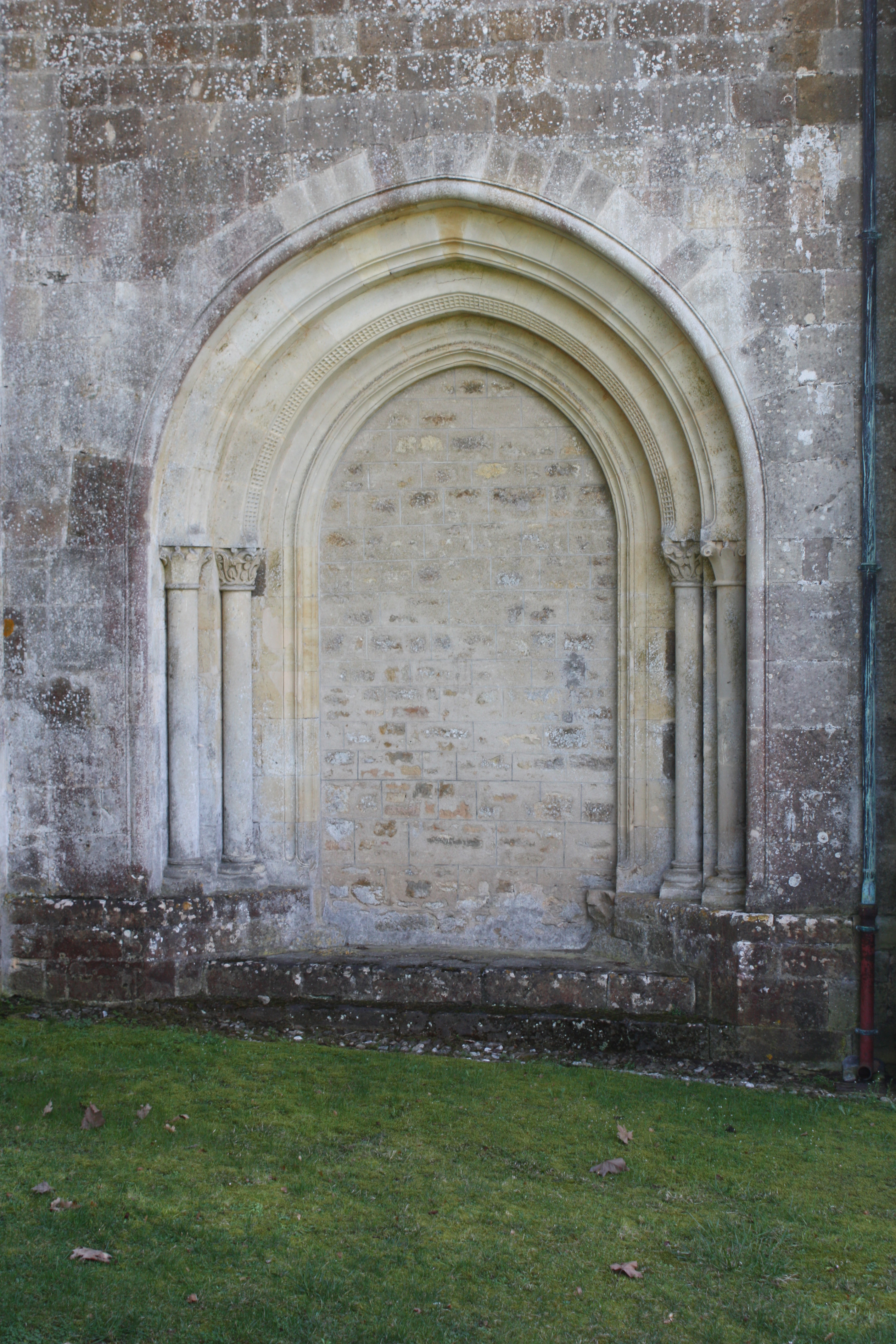
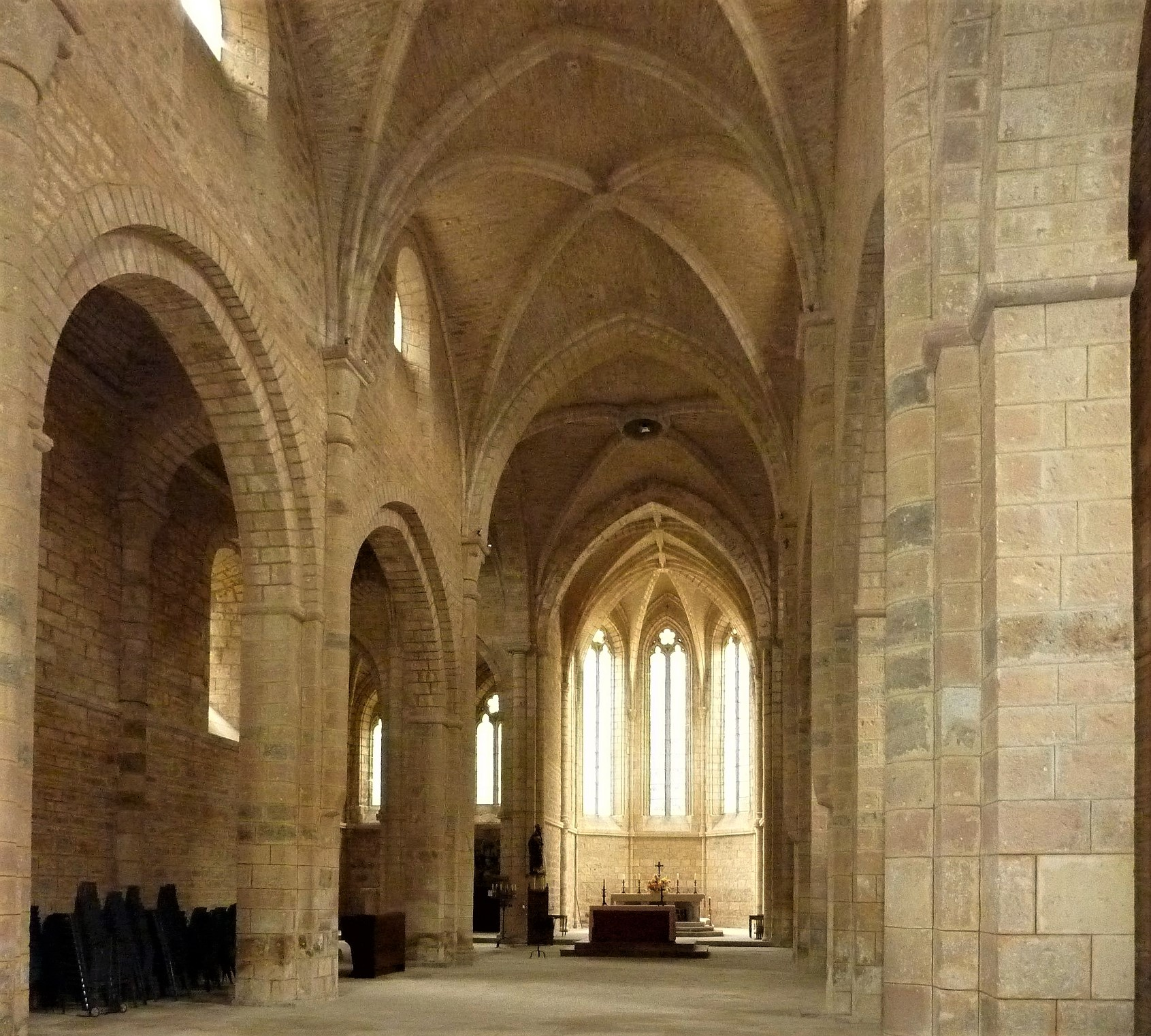

### Sources et bibliographie
- Marc Antoine François Gaujal, Études historiques sur le Rouergue, vol. 1, Paris, P. Dupont, 1858, 2e éd., 545 p. (lire en ligne), p. 450–453 ;
- M. l'abbé Victor Lafon, Histoire de la fondation de l'Abbaye de Loc-Dieu, Rodez, 1879 (lire en ligne)
- Jacques Dubourg, Les Abbayes de Midi-Pyrénées, Saint-Cyr-sur-Loire, éditions Alan Sutton, 2009 (ISBN 978-2-8138-0020-6), p. 44–48.
- Camille de Montalivet, Loc-Dieu, édition du Beffroi, 1989.
- Henri Pradalier, Louis Peyrusse, Locdieu. Église et bâtiments abbatiaux, p. 211-225, dans Congrès archéologique de France. 167e session. Monuments de l'Aveyron. 2009, Société française d'archéologie, Paris, 2011 ; p. 444